# Втома (альбом)
Втома — дев'ятий студійний альбом українського рок-гурту O.Torvald. Альбой вийшов 4 квітня 2024 року на лейблі Best Music.

## Історія створення
У інтерв'ю для Армія FM Євген Галич розповів, що роботу над альбомом хотіли почати ще у жовтні 2023. Також він додав, що у команди були думки розпустити гурт після двох концертів у Львові восени 2023 року. Але після першого виступу вони передумали, бо не хотіли, щоб росіяни забрали їхні «мрії, цілі та життя».
У січні 2024 року музиканти разом з саундпродюсером, Костянтином Пугою, перевезли обладнання для звукозапису у окремий приватний будинок, вимкнули мобільні телефони і почали роботу над матеріалом. Вони читали вірші одне одного, зокрема Євген Галич привіз багато віршів, які він написав перебуваючи у війську. Вони написали 16 композицій, з яких 10 увійшло до альбому. Також восени 2024 має вийти вінілове видання, яке буде розширеним і включатиме 12 пісень.
Після запису Євген Галич повернувся у військо, а решта гурту займалися зведенням альбому.

## Реліз та просування
Альбом став доступний для прослуховування на стримінгових сервісах 4 квітня 2024 року. У той же день гурт оприлюднив відео на композицію «Втома». За словами Євгена Галича, ідея зняти відео виникла за чотири години до виходу альбому. Він зібрав команду і вони поїхали на студію «Patriot». У той час там знімала кліп Надія Дорофєєва. Музиканти попросили дозволу взяти камеру «на чотири хвилини» і в туалеті студії зняли відео.

## Список композицій
| Стандарте видання          | Стандарте видання | Стандарте видання |
| #                          | Назва             | Тривалість        |
| -------------------------- | ----------------- | ----------------- |
| 1.                         | «704»             | 2:29              |
| 2.                         | «У вікнах»        | 3:10              |
| 3.                         | «Брудні»          | 3:18              |
| 4.                         | «Амстердам»       | 2:29              |
| 5.                         | «Хейту на зло»    | 2:42              |
| 6.                         | «Я хворий»        | 2:57              |
| 7.                         | «Немає мрій»      | 2:18              |
| 8.                         | «Свідомість»      | 3:41              |
| 9.                         | «Дощ»             | 3:19              |
| 10.                        | «Втома»           | 3:40              |
| Загальна тривалість: 30:03 |                   |                   |

## Відгуки
Шеф-редактор онлайн медіа СЛУХ Данило Панімаш вважає цей альбом найкращим у дискографії гурту. Також він зазначив вдало підібрану назву альбому «не тільки про втому від рутини нової реальності, але і про втому від старих себе, про нестримне бажання відкривати нові музичні горизонти, синтезувати, експериментувати й виходити за встановлені ринком рамки».
Анастасія Клименко у огляді для медіа Сенсор написала, що цей альбом — це показник того, як змінився гурт після початку повномасштабного російського вторгнення, та з новими наративами, які вони несуть своєю творчістю: не безтурботність, а хитка схвильованість; не мирне молоде життя, а буденність у воєнному стані. Резюмуючи, авторка написала, що «З-поміж безлічі нової рок-музики, що виходить щотижнево, альбом O.Torvald як хороше дзеркало: для самих себе чи світу навколо».

## Учасники запису
У записі альбому взяли участь:
- Євген Галич — спів, ритм-гітара;
- Денис Мізюк — гітара, беквокал;
- Микола Райда — ді-джей, клавішні;
- Дмитро Драм — ударні;
- Євген Ільїн — бас-гітара.